# Cédric Charlier
Cédric Daniel André Charlier (* 27. November 1987 in Anderlecht) ist ein belgischer Hockeyspieler. 2016 gewann er mit der belgischen Nationalmannschaft die olympische Silbermedaille, 2018 wurde er Weltmeister und 2021 Olympiasieger.

## Sportliche Karriere
Bei den Olympischen Spielen 2008 in Peking belegte der Stürmer mit der Nationalmannschaft den neunten Platz unter zwölf Teams. Vier Jahre später erreichten die Belgier bei den Olympischen Spielen 2012 in London den fünften Platz. Im Jahr darauf war Belgien Gastgeberland der Europameisterschaft in Boom. Vor heimischem Publikum verloren die Belgier im Finale mit 1:3 gegen die deutsche Mannschaft. 2014 trafen die Belgier und die Deutschen bei der Weltmeisterschaft in Den Haag im Spiel um Platz 5 aufeinander, die Belgier gewannen mit 4:2. Ebenfalls Fünfte wurden die Belgier bei der Europameisterschaft 2015 in London. 2016 bei den Olympischen Spielen in Rio de Janeiro gewannen die Belgier im Halbfinale mit 3:1 gegen die Niederländer. Im Finale unterlagen sie den Argentiniern mit 2:4. Charlier erzielte im Turnierverlauf vier Feldtore und war damit hinter Tanguy Cosyns erfolgreichster Torschütze seiner Mannschaft.
2017 erreichten die Belgier bei der Europameisterschaft in Amstelveen das Finale mit einem Halbfinalsieg über die Deutschen nach Shootout. Im Finale gewannen die Niederländer mit 4:2. Die Weltmeisterschaft 2018 wurde im indischen Bhubaneswar ausgetragen. Die Belgier belegten in ihrer Vorrundengruppe den zweiten Platz hinter der indischen Mannschaft. Mit Siegen über die pakistanische Mannschaft und über die deutsche Mannschaft erreichten die Belgier das Halbfinale und gewannen dort mit 6:0 gegen die Engländer. Im Finale siegten die Belgier mit 3:2 im Shootout gegen die Niederländer und gewannen erstmals den Weltmeistertitel. 2019 bei der Europameisterschaft in Antwerpen gewannen die Belgier erstmals den Europameistertitel, wobei sie im Finale die Spanier mit 5:0 bezwangen. Bei der Europameisterschaft 2021 gewannen die Belgier die Bronzemedaille. Zwei Monate später gewannen die Belgier bei den Olympischen Spielen in Tokio das Finale gegen die Australier im Penaltyschießen.
Bei der Weltmeisterschaft 2023 in Bhubaneswar erreichten die Belgier erneut das Finale, diesmal unterlagen sie der deutschen Mannschaft im Penaltyschießen. Bei den Olympischen Spielen 2024 in Paris gewannen die Belgier ihre Vorrundengruppe, schieden aber im Viertelfinale gegen die Spanier aus. Charlier war in einem von sechs Spielen dabei.
Insgesamt bestritt Charlier 381 Länderspiele für Belgien. (Stand 4. August 2024)
Auf Vereinsebene spielte der Stürmer zehn Jahre für Royal Racing Club Bruxelles und wechselte 2019 zu den KHC Dragons.